# Järnavik
Järnavik är en ort som ligger söder om Bräkne-Hoby i Ronneby kommun, Blekinge. Bebyggelsen är av SCB sedan 2023 klassad som en småort.

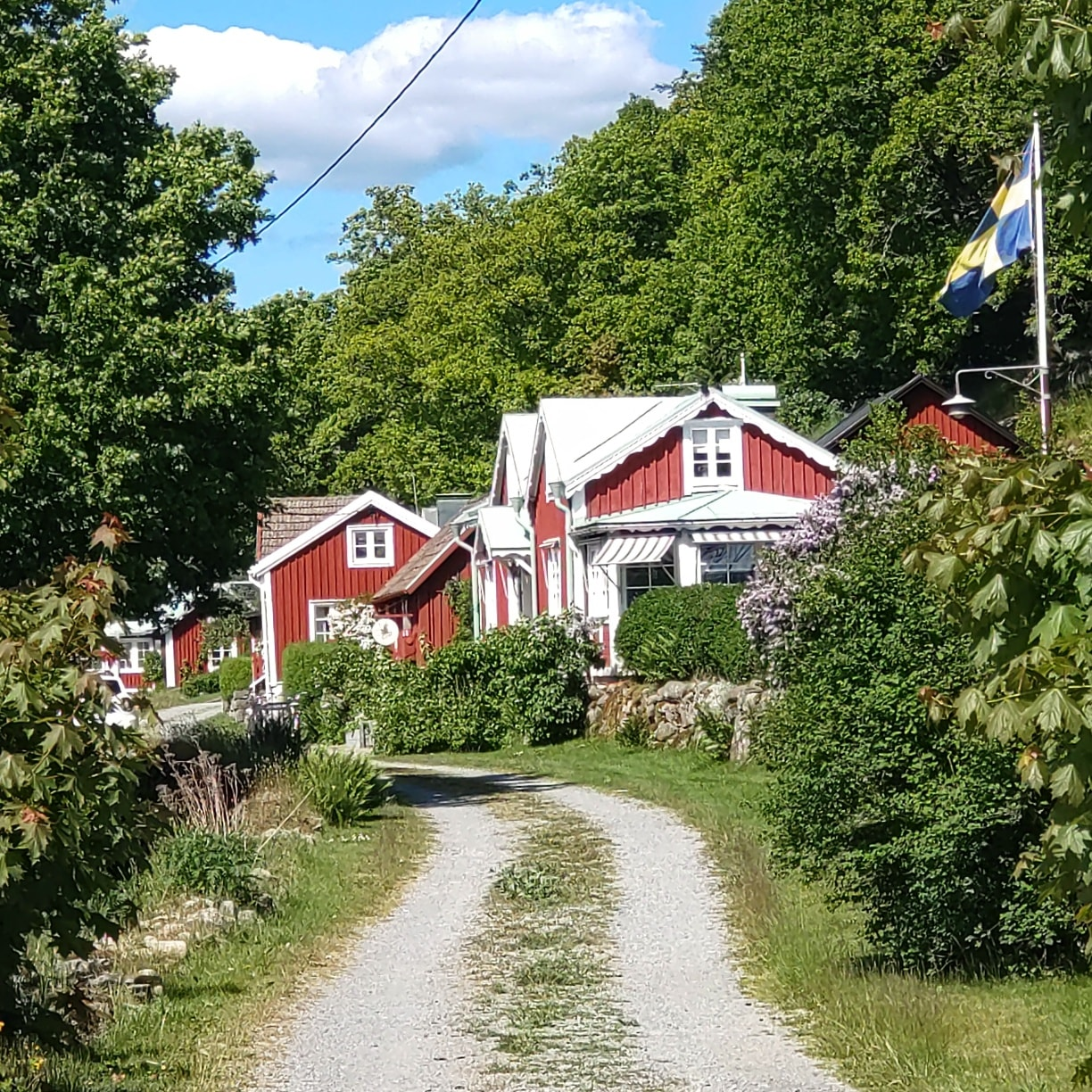
Gamla byvägen i Järnavik med några av husen i Husara'n.

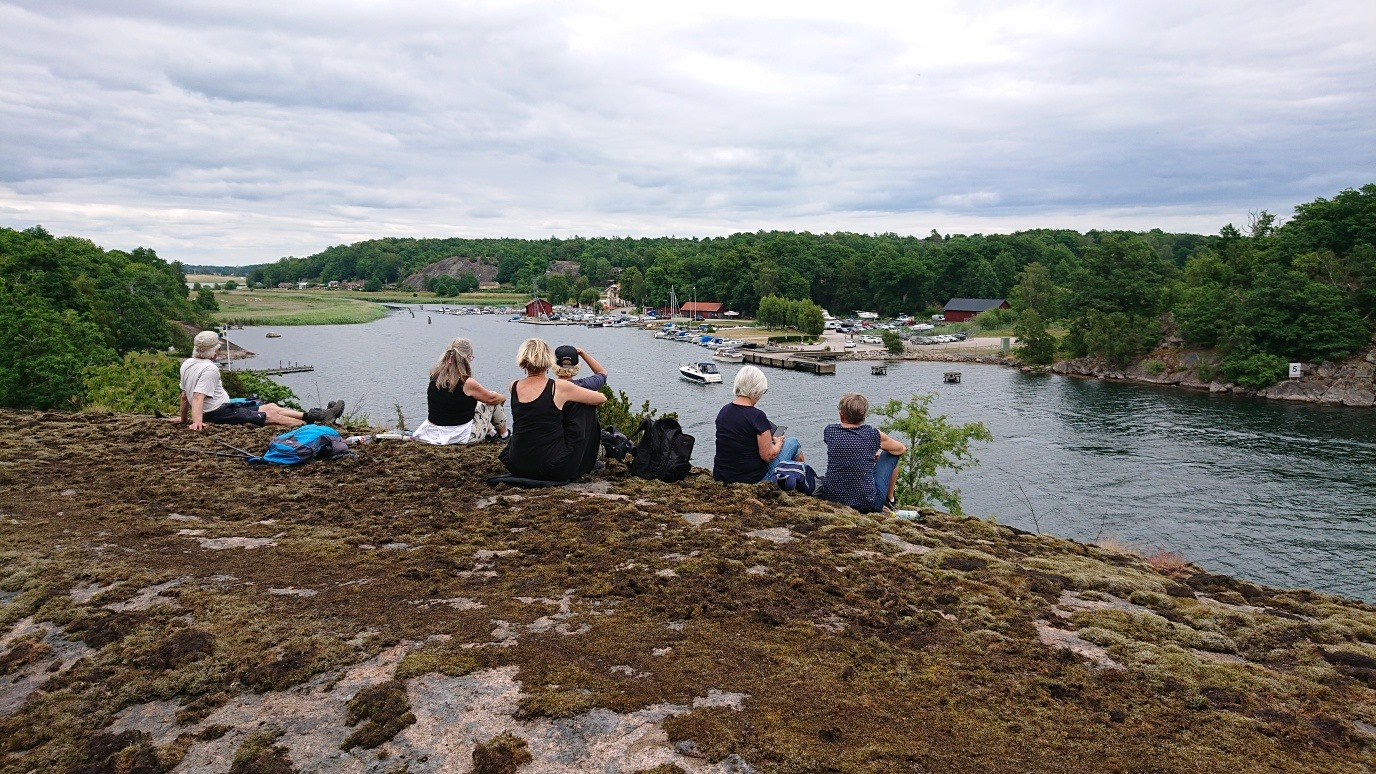
Utsikt mot hamnen, från Järnaviks naturreservat.

I byn hittar man den gamla byvägen med "husara'n", en rad med gamla små skepparstugor. Söder om den ligger Järnaviks hamn med magasin, dykdalber, fritidsbåtar och färjeläge. Österut ligger fritidshusen, camping och badplats.

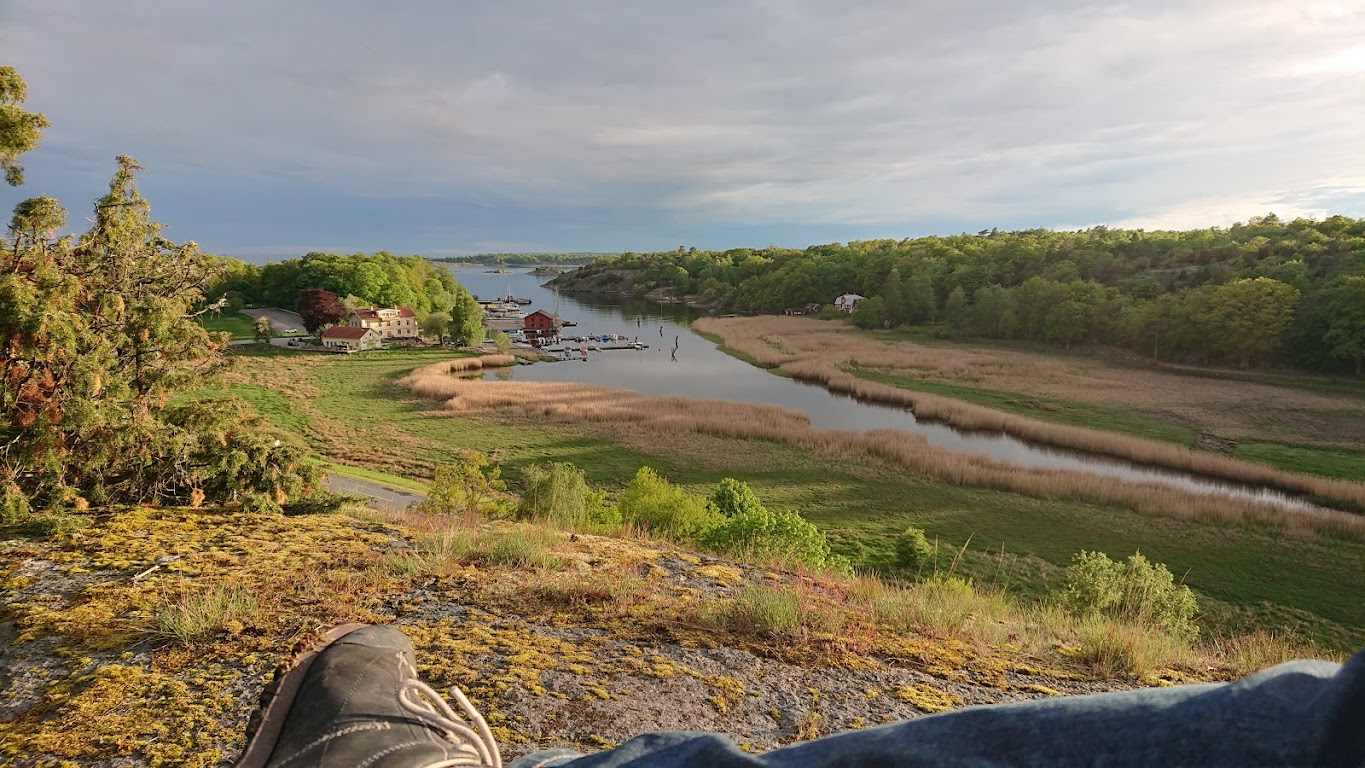
Utsikt, från Finske himmel, över Järnaviks hamn.

Området har många stigar och leder med gott om utsikter. Beroende på säsong finns camping, kiosk, restauranger, kajakuthyrning, vandrarhem, hotel och färja till Tjärö.
Här finns även småbåtshamn, bad och campingplats. Badplatsen har byggts för att också passa rullstolar.
Järnaviks naturreservat är ett omväxlande odlingslandskap med slåtterängar och hagar i kustlandskapet som även utgörs av kala berghällar med vandringsleder.
Järnavik med dess hamn har varit en betydande lastageplats från tidiga medeltiden. Mellan 1870 och 1920 fanns ett skeppsvarv på platsen, vid första världskriget bildades ett varv- och rederiaktiebolag i Järnavik. Byggnader från den tiden är packhuset i hamnen samt skeppsbyggmästarens villa som är ett vandrarhem samt dykdalber i den inre delen av viken. De flesta äldre små husen utmed byvägen byggdes av sjöfolk eller varvets timmermän som bostäder under slutet av 1800-talet.

## Historia
Namnet Järnavik gissar man kommer från "Hjärnan / Hjässan vid viken". Teorin bygger på att det vid viken ligger en stor berghäll som kan liknas vid ett huvud eller panna och att man för länge sedan ofta kallade pannan för hjärnan (Ortnamn Blekinge). Området har fungerat som en skyddad vik i många år och har många lämningar som är flera tusen år gamla.
Torps bönder var länge de som bestämde över viken och en viktig bi-inkomst var fisket så när yrkesfisket blev vanligt släpptes inte fiskarna in i viken . Fiskarna höll istället till i en viken längre österut .
I flera hundra år fungerade Järnavik som en handels och fraktplats för bland annat timmer, tjära och hudar. Köpare var ofta skepp från andra sidan Östersjön och säljare kom med hästkärror som stod i kö ned till Torps bönders båtplatser. Båtplatserna låg väst om viken några hundra meter om dagens hamn.
Första byn i Järnavik kom kring 1850 då folk som arbetade med fraktskeppen byggde sig små stugor längs med vägen ned till hamnen.
På slutet av 1800-talet hände det mycket i området. Hit kom sågverk, skeppsbyggen och stenhuggerier .
Byn växte och fler hus byggdes på det som idag kallas Skepparstigen. Här fanns länge en affär där hel området hämtade sin post.
Mellan 1870 och 1920 fanns ett skeppsvarv på platsen men detta dog ut i och med att segelskutor av trä blev omodernt.
I början på 1900-talet byggdes det som vi idag ser som Järnaviks hamn, packhus, bostad och dykdalber . Fraktverksamheten i hamnen försvann under första halvan av 1900-talet. Andra halvan av 1900-talet fraktades det olja i hamnen och försvaret byggde anläggning.
Stenhuggerierna hade ungefär samma tidsperiod som varvet, och dog ut i och med att asfalten ersatte gatstenen.
Kring 1950 lämnade många av de bofasta byn i Järnavik och in kom fritidsfolket. Nu byggdes badplatser, fritidshus och småbåtshamn. Nya områden sydöst om byn i Järnavik växer upp, Bastuviken och Skälaviken. I hopp om att bevara den områdets karaktär görs en stor del av området i "gamla Järnavik" till Naturreservat. Färja för fritidsfolk börjar gå till Tjärö.

## Sportdykning
Järnaviks hamn är idag en populär dykplats för sportdykare. Med ett maxdjup på 9-10 meter passar sig platsen väl för nybörjare. Vid 6-7 meters djup återfinns klippformationer och i övrigt finns mycket fisk och sjögräs på klipporna.